# Éric Boyer
Éric Boyer (* 2. Dezember 1963 in Choisy-le-Roi, Region Val-de-Marne) ist ein ehemaliger professioneller französischer Straßenradsportler und Teammanager.

## Karriere
Bei der Tour de France 1986 holte er gemeinsam mit seinen Teamkollegen von Système U einen Etappensieg im Mannschaftszeitfahren auf der zweiten Etappe. 1988 belegte er bei der Tour de France 1988 als best-platzierter französischer Fahrer den 5. Platz in der Gesamtwertung. Beim Giro d’Italia 1990 konnte er zwei Etappen gewinnen. Ein Jahr später gelang Boyer beim Giro d’Italia 1991 ein 1 Etappensieg und erreichte den 6. Platz in der Endwertung.
Er war von 2005 bis Juni 2012 Manager des Cofidis-Teams. Von 2008 bis 2009 war er kurzzeitig Präsident der AIGCP.
Seit 2018 ist er Berater für den französischen Radiosender RMC als Mitglied des „Dream Teams“ bei der Tour-Berichterstattung.

## Erfolge
1986
- Grand Prix de Rennes
- eine Etappe MZF Tour de France

1987
- 5. Platz Gesamtwertung Paris-Nizza
- eine Etappe Midi Libre
- 6. Platz Gesamtwertung und zwei Etappen Tour de l’Avenir
- eine Etappe Irland-Rundfahrt
- 4. Platz Lombardei-Rundfahrt

1988
- 5. Platz Gesamtwertung Tour de France
- Gesamtwertung Midi Libre
- 4. Platz Amstel Gold Race

1989
- Gesamtwertung Route d’Occitanie
- zwei Etappen Giro d’Italia

1990
- La Poly Normande
- zwei Etappen Giro d’Italia

1991
- 6. Platz Gesamtwertung und eine Etappe Giro d’Italia

1992
- Gesamtwertung und eine Tour du Limousin
- 8. Platz Gesamtwertung und eine Etappe Tour de Suisse

1993
- Gesamtwertung und eine Etappe Route d’Occitanie
- Gesamtwertung Critérium du Dauphiné Libéré

## Grand-Tours-Platzierungen
| Grand Tour            | 1986 | 1987 | 1988 | 1989 | 1990 | 1991 | 1992 | 1993 | 1994 | 1995 |
| --------------------- | ---- | ---- | ---- | ---- | ---- | ---- | ---- | ---- | ---- | ---- |
| Giro d’ItaliaGiro     |      |      |      |      | 23   | 6    |      |      |      | 69   |
| Tour de FranceTour    | –    | 98   | –    | 5    | DNF  | 19   | 38   | 12   | 63   | –    |
| Vuelta a EspañaVuelta | 40   | –    | –    | –    | –    | –    | –    | –    | –    | –    |